# 摩西保护叶忒罗的女儿
《摩西保护叶忒罗的女儿》（義大利語：Mosè difende le figlie di Jetro）是意大利画家罗索·菲奥伦蒂诺创作的一幅布面油画，绘制于1523年－1524年，现藏于佛罗伦萨的烏菲茲美術館，1632年由乌菲兹美术馆收购 。这幅画描绘了圣经中的一幕，摩西保护他的岳父叶忒罗的七个女儿。